# Pil (våben)
 For alternative betydninger, se Pil. (Se også artikler, som begynder med Pil)
En pil er et lille spyd, som skydes af som et projektil fra en bue. Målet for pilen kan enten være et byttedyr (i jagt), et menneske (i krig – eller hvis den anvendes som mordvåben) eller en skydeskive (i konkurrenceskydning). I moderne tid har buen oftest været anvendt i konkurrenceskydning, da dens effektivitet i krig og jagt langt overgås af andre skydevåben. Dog er der stadig nogle, der går på jagt med bue og pil. Det kræver specialtilladelse og kræver langt mere af jægeren end jagt med moderne jagtriffel. 
Pile opbevares typisk i et pilekogger.

## Opbygning og materialer
I Spidsen er en pilespids fastgjort. Den kan have mange forskellige former alt efter, hvad der skydes efter. Nogle spidser er udformet til at lave et så stort sår så muligt for at få større byttedyr til at forbløde. Andre har modhager, så de er svære at få ud af en fisk fx Krigsspidser er også vidt forskellige, da nogle skal kunne gennembore pladerustninger, og andre skal kunne bryde igennem en ringbrynje. Spidser der kan indeholde en klump brændbart materiale kendes også. Men det mest normale har været at vikle et stykke stof vædet med noget brændbart omkring pilen, da det er meget møjsommeligt at fremstille spidser, der kan inderholde noget.
I stenalderen var spidserne lavet af flintesten eller af et spidset skaft, der var hærdet ved at brænde det. Materialer som bronze og jern er brugt. Jern er det fremtrædende materiale fra jernalderen, da det både er hårdt og kan gennembore mange ting og kan formes stort set efter behov. I dag bruges stål- eller messingspidser
Til at skyde mod mål tæt ved jorden kan bruges specielle spidser med arme ud til siden. De små arme sørger for at pilen "snubler", så pilen ikke forsvinder ned i græsset og på den måde kan findes igen.
Sikkerhedspile til rollespil har en stor skumkugle i spidsen, så pilen ikke smerter, og den sikrer også, at pilen ikke kan komme ind i øjet.
Særlige fløjtespidser med hul i giver et højt fløjt, når pilen flyver.
Fanefjeren sidder næsten allerlængst tilbage og stabiliserer pilen, når det skydes af sted. Uden faner vil det være fuldstændigt umuligt at ramme med en pil.
Fanerne kan være lavet af fjer, gummi eller plastic. Oprindeligt er fjerene snøret fast med et  tyndt stykke snor eller tråd, men i nyere tid, er de limet på.
Til at sætte fanefjer på, kan man benytte sig af et såkaldt faneapparat, der sørger for, at der er lige stor afstand mellem fjerene .
Formen på fanerne varierer også meget, men har mest en æstetisk funktion. Undtagelse er dog flu-flu-pile, der er en lang fjer, der er snoet omkring skaftet i en spiral. De bruges især til at skyde fugle med, da de tager meget af farten af på vej ned, hvis de ikke rammer. Således bliver pilen knap så farlig, når den kommer ned igen, og den borer sig heller ikke så langt ned i jord, eller sætter sig fast i træstammer og lignende.
Længden og bredden af fanerne skal være afstemt i forhold til pilens længde og vægt for at få det optimale skud.
I middelalderen kendes den engelske fletcher: én der stabiliserede pile med fanefjer. At være fletcher var et vigtigt erhverv.
Nocken sidder som det bageste på en pil og sørger for, at den sidder fast på strengen, når buen spændes. Nu til dags bruges et stykke formstøbt plast, men tidligere har man brugt horn og ben eller blot skåret en rille i bagenden af pilen, som strengen kunne være i.
Skaftet er oprindeligt høvlet af et stykke træ. Der kendes fire "former" på skaftet. Den ene er den vi kender i dag, der er lige hele vejen ned ad skaftet. Så er der en tøndeformet, der er tykkest på midten. Én type er tykkest fortil og en anden er tykkest i bagenden.
I dag er de fleste pile lavet enten af aluminium, kulfiber eller glasfiber. Fyr, ask og cedertræ er særligt gode til pileskafter.

## Andet
Pilens oprindelse kendes ikke; men de ældste buer, som er fundet i Holmegårds mose i Danmark er omkring 9000 år gamle, og det må antages, at man har haft pile at skyde med. Flintespidser til pile er fundet i tusindvis overalt i Danmark, så de har været et udbredt våben.
I Oldtidens Grækenland har man smurt pilespidserne ind i gift, så pilen blev dødbringende, selv hvis målet ikke blev ramt et vitalt sted. Ofte har en pil alligevel været dødelig, hvis der er gået infektion i såret.
Længden af pile varierer meget, da de skal passe til den person og den bue der skydes med, men omkring 70 cm er meget normalt.
En pil til en armbrøst kaldes for en bolt.